# Iurie Ciobanu
Iurie Ciobanu (* 1976 in der Republik Moldau) ist ein rumänischer Opernsänger (Tenor), der in Linz Österreich lebt.

## Leben
Iurie Ciobanu begann 1995 in Rumänien an der Musikakademie Gheorghe Dima Cluj-Napoca sein Gesangsstudium. Außerdem studierte er von 1999 bis 2001 bei Ionel Pantea in Luxemburg am Conservatoire de Musique. Sein Debüt hatte Ciobanu 1996 als Ottavio in Mozarts Don Giovanni an der Rumänischen Staatsoper. Danach gastierte er an der Rumänischen Nationaloper in Cluj, der Nationaloper Bukarest und am Theater Magdeburg, hier war er überall u. a. als Almaviva (Il barbiere di Siviglia) besetzt. Ciobanu trat auch als Nadir in Georges Bizets Les pêcheurs de perles, als Boni in Kálmáns Die Csárdásfürstin und als Nemorino in Donizettis L’elisir d’amore auf.
Ciobanu war 2004 bis 2017 Ensemblemitglied am Landestheater Linz. Er gab dort sein Debüt als Tamino in Mozarts Zauberflöte, außerdem in zahlreichen weiteren Rollen seines Fachs, in Don Giovanni, in Così fan tutte, in Don Pasquale, als Rodolfo in La Bohème, Duca in Rigoletto und Truffaldino in Die Liebe zu den drei Orangen, darunter Belmonte in Die Entführung aus dem Serail im Teatro Pavarotti Modena und im Teatro Comunale di Ferrara, im Fidelio.
2008 debütierte Iurie Ciobanu an der Wiener Staatsoper als Almaviva in Il barbiere di Siviglia, dann in 2017 an der Mailänder Scala in Meistersinger von Nürnberg unter Daniele Gatti.

## Auszeichnungen
- 2006: Internationaler Hans-Gabor-Belvedere-Gesangswettbewerb

## Repertoire (Auswahl)

### Oper
- Duca in „Rigoletto“ von Giuseppe Verdi
- Rodolfo in „La Bohème“ von Giacomo Puccini
- David & Vogelgesang in „Meistersinger von Nürnberg“ von Wagner

### Operette
- Sou-Chong in „Das Land des Lächelns“ von Franz Lehár
- Herzog Guido von Urbino in „Eine Nacht in Venedig“ von Johann Strauss
- Graf Stanislaus in „Der Vogelhändler“ von Carl Zeller
- Boni in „Die Csárdásfürstin“ von Emmerich Kálmán